# Alexis Hart
Alexis Hart (23 maggio 1998) è una pallavolista statunitense, di ruolo opposto.

## Carriera

### Club
La carriera di Alexis Hart inizia a livello giovanile con l'Invasion, mentre partecipa ai tornei scolastici del Missouri con la Truman HS. Dopo il diploma gioca a livello universitario con la Minnesota, partecipando alla NCAA Division I dal 2016 al 2019, raggiungendo due volte le Final 4 e ricevendo qualche riconoscimento individuale.
Nel gennaio 2020 firma il suo primo contratto professionistico in Finlandia, per disputare la seconda parte dell'annata 2019-20 con il Kangasala, nella Lentopallon Mestaruusliiga. Qualche mese dopo l'inizio della stagione 2020-21, viene invece ingaggiata in Germania, dove partecipa alla 1. Bundesliga con il Vilsbiburg, impiegata nell'inedito ruolo di opposto. Nel campionato 2022-23 approda in un altro club della massima divisione tedesca, trasferendosi allo MTV Stoccarda, con il quale vince due scudetti, una coppa nazionale ed una Supercoppa tedesca.
Nell'estate del 2024 subisce un infortunio che la tiene lontano dalle competizioni per tutta la stagione 2024-25.

## Palmarès

### Club
- Campionato tedesco: 2

2022-23, 2023-24
- Coppa di Germania: 1

2023-24
- Supercoppa tedesca: 1

2023

### Premi individuali
- 2017 - All-America Third Team
- 2019 - All-America Third Team
- 2019 - NCAA Division I: Austin Regional All-Tournament Team
- 2019 - NCAA Division I: Pittsburgh National All-Tournament Team